# Muhlbach-sur-Bruche
Muhlbach-sur-Bruche är en kommun i departementet Bas-Rhin i regionen Grand Est (tidigare regionen Alsace) i nordöstra Frankrike. Kommunen ligger i kantonen Molsheim som tillhör arrondissementet Molsheim. År 2022 hade Muhlbach-sur-Bruche 663 invånare.

## Befolkningsutveckling
Antalet invånare i kommunen Muhlbach-sur-Bruche
| Referens: INSEE |